# Thelypteris minima
Thelypteris minima är en kärrbräkenväxtart som beskrevs av Alan Reid Smith och M. Kessler. Thelypteris minima ingår i släktet Thelypteris och familjen Thelypteridaceae. Inga underarter finns listade.